# スタンスゲート子爵
スタンスゲート子爵（英: 'Viscount Stansgate）は、イギリスの子爵、貴族。連合王国貴族爵位。自由党（のち労働党）の政治家ウィリアム・ベンが1942年に叙位されたことに始まる。

## 歴史
ウィリアム・ベン(1877-1960)はインド相や空軍相を歴任した政治家で、1942年1月12日に連合王国貴族としてエセックス州スタンスゲートのスタンスゲート子爵(Viscount Stansgate, of Stansgate in the County of Essex)に叙された。彼には3人の息子がいたが、長男マイケル(1921-1944)が第二次世界大戦で戦死したため、次男のアンソニーが爵位を相続した。

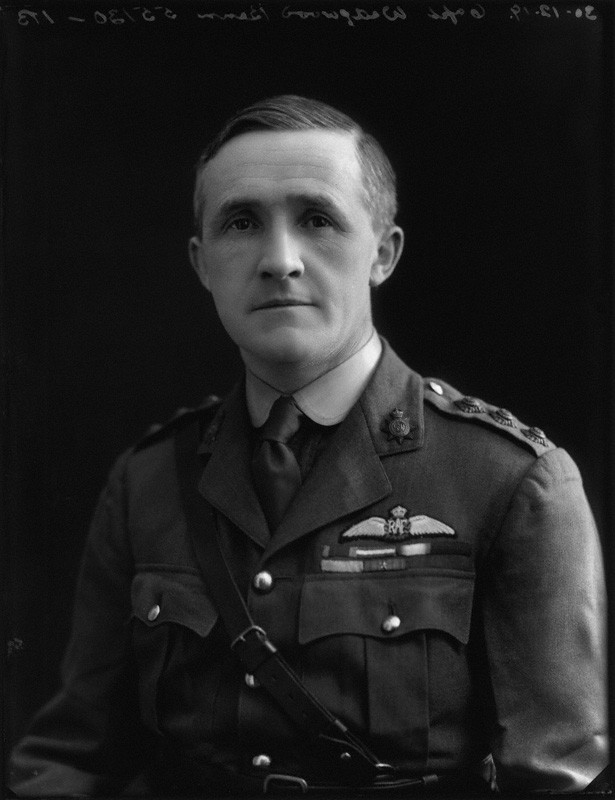
初代スタンスゲート子爵ウィリアム・ベン

しかし2代男爵アンソニー(1925-2014)は襲爵前から貴族となることを望まず、爵位放棄を求める法改正運動を展開した。父から爵位を継承した後も運動を続けた結果、彼の要求は1963年貴族法としてマクミラン内閣下で結実した。法施行後、彼は即座に爵位一代放棄を行って1人目の爵位放棄を行った世襲貴族となるとともに、ブリストル・サウス・イースト選挙区選出の庶民院議員となった。(→詳しい経緯は、1963年貴族法を参照。)
彼が2014年に没すると、爵位は息子のステファンが相続した。
3代子爵ステファン(1951-)は科学委員会副委員長や王立化学会会員を務めており、彼が2020年現在のスタンスゲート子爵家現当主である。

紋章に刻まれるモットーは『神の恩寵とともに(Deo Favente)』。

## スタンスゲート子爵（1942年）
- 初代スタンスゲート子爵ウィリアム・ウェッジウッド・ベン（英語版） (1877–1960)
  - マイケル・ジュリウス・ウェッジウッド・ベン閣下 (1921-1944)
- 第2代スタンスゲート子爵アンソニー・ネイル・ウェッジウッド・ベン　(1925–2014) (1963年に爵位一代放棄)
- 第3代スタンスゲート子爵ステファン・マイケル・ウェッジウッド・ベン（英語版） (1951-)

爵位の法定推定相続人は、現当主の息子であるダニエル・ジョン・ウェッジウッド・ベン(1991-)閣下。